# Юрий Олефиренко (десантный корабль)
L401 «Юрий Олефиренко» (укр. «Юрій Олефіренко»), с 1994 по 2018 год — U-401, до 1994 года — «СДК-137», в 1994—2016 годах «Кировоград» (укр. «Кіровоград») — советский и украинский средний десантный корабль проекта 773. Текущее название носит в честь капитана 1-го ранга ВМС Украины Ю. Б. Олефиренко, погибшего в вооружённом конфликте на востоке Украины.

## Описание
Относится к серии десантных кораблей проектов 770, 771 и 773, строившихся в Польше в 1960-е — 1970-е годы для ВМФ СССР. К достоинствам этих кораблей относятся конструктивная простота, малая стоимость и экономичность в эксплуатации, рациональное размещение десанта, небольшой состав экипажа и хорошее вооружение. Предназначен для десантирования 1-2 взводов десанта морской пехоты.

### Вооружение
Система залпового огня, состоит из 2-х пусковых установок WM-18 (аналог советской БМ-14) польского производства с неуправляемыми реактивными снарядами типа М-14-ОФ, с характеристиками:
- Калибр: 140 мм
- Количество направляющих: 18
- Дальность стрельбы:
  - минимальная: 1000 м
  - максимальная: 9800 м
- Тип БЧ НУРС: осколочно-фугасная
- Масса:
  - БЧ: 18,8 кг
  - ВВ: 4,2 кг
- Скорость полёта ракеты: 400 м/с

Для защиты от надводного и воздушного противника используются 30-мм автоматическая артиллерийская установка АК-230 и ПЗРК «Стрела-3».

### Десантные возможности
Способен перевезти грузов примерно 130-175 тонн:
- 5 единиц бронетехники массой до 35 тонн (танки Т-54А, ПТ-76, БМП-2/3, ЗСУ-57-2, БТР-4)
- или 4 тяжёлых танка Т-72
- или 3 буксируемые артиллерийские системы калибра 122—152 мм и 3 тягача АТС-1
- или 9 грузовых автомашин
- или 19 легковых автомашин

## Служба

### ВМФ СССР
Корабль СДК-137 заложен 21 апреля 1970 года на Гданьской Северной верфи в Польше (завод № 733/2). Был спущен на воду 31 декабря 1970 года и принят в состав ВМФ СССР 31 мая 1971 года как часть 39-й дивизии морских десантных сил (базирование в Донузлаве).
Корабль прославился участием в походе в составе 5-й Средиземноморской эскадры во время израильско-египетского вооружённого конфликта в октябре 1973 года. 16 октября комендор СДК-137, старшина 1 статьи П. Гринёв обнаружил истребитель-бомбардировщик ВВС Израиля F-4 Phantom II. Экипаж не только отбил атаку, но и сбил самолёт противника. За это Гринёв был награждён Орденом Красной Звезды. Официально ВВС Израиля отрицают факт каких-либо потерь в тот день.
В октября-ноября 1973 года во время Войны Судного дня для эвакуации семей советских специалистов и служащих из Египта и Сирии были выделены корабли: ЭМ «Напористый», СКР «Куница», СКР-77, СДК-137, СДК-164, ПМ-138, МВТ «Маныч». От Министерства морского флота привлечено 18 судов.
С 1983 года как в/ч 49327 в составе 147-го дивизиона средних десантных кораблей 197-й бригады десантных кораблей 39-й дивизий морских десантных сил.
Одним из командиров корабля был капитан-лейтенант Л.Лисицын.

### ВМС Украины

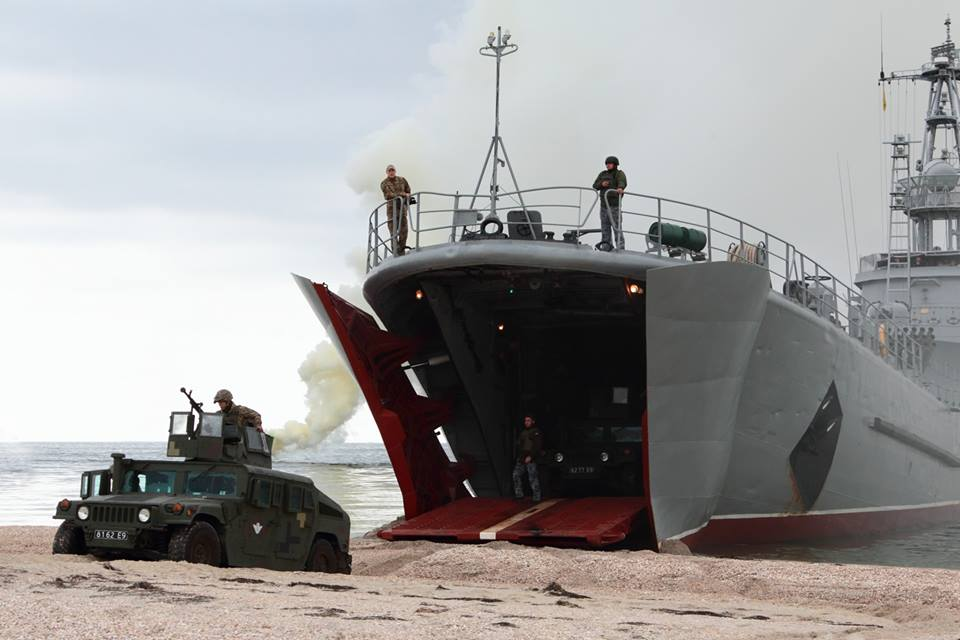
Десантный корабль «Юрий Олефиренко» во время учений, 2018 год

В апреле 1994 года после раздела Черноморского флота СДК-137 был передан Украине и переименован в «Кировоград». В составе ВМС Украины он числился с 10 января 1996 года. В 1998 году его перевели во 2-ю бригаду десантных кораблей и отправили на ремонт на Балаклавский судоремонтный завод «Металлист». Позднее «Кировоград» участвовал в международных учениях. Он проходил ремонт в 2001 (ходовые испытания в феврале 2002 года) и 2008 годах. 17 сентября 2010 года на военных учениях «Взаимодействие-2010» на корабле прогремел взрыв в результате короткого замыкания в системе управления пуском реактивной системы залпового огня WM-18. Летом 2013 года на корабле отремонтировали силовую установку и установили новую аппарель и створки десантных ворот.
Во время российской аннексии Крыма 21 марта 2014 года корабль был временно взят под контроль ВМФ России и возвращён 19 апреля Украине, после чего отбуксирован в Одессу. Текущее название он получил 3 июля 2016 года. Базируется в Очакове.
Командирами корабля в составе ВМС Украины в разное время служили:
- капитан-лейтенант Роман Гладкий;
- капитан 3-го ранга Дмитрий Коваленко;
- капитан Владимир Хродченко[8].
- капитан 3-го ранга Владимир Хромченков